# Лизогубовская летопись
Лизогубовская летопись (укр. Лизогубівський літопис) или «Летописец, или Описание краткое знатнейших действ и случаев, что в котором году деялось в Украине малороссийской обеих сторон Днепра и кто именно когда гетьманом был козацким» — летопись 18 века на русском языке с многочисленными украинизмами. Летопись описывает события на Украине с 16 века до 1737 года.

## Автор
Автор летописи неизвестен. В исторической литературе существует мнение, которое наиболее убедительно аргументировали Владимир Антонович и П. Клепацкий, что автором летописи был генеральный обозный Яков Лизогуб (не исключено и участие в написании его брата С. Лизогуба).
Основным источником для изложения исторических событий в конце 18 века были казацкие летописи (в частности, Краткое описание Малороссии), от 1690-х годов до 1737 года — родственные записи семьи Лизогубов.

## Описание
Летопись содержит небольшие рассказы об истории Украины, главным образом о гетманах, об участии казаков в Северной войне 1720-21 годов и тому подобное. Заканчивается летопись описанием Крымских походов 1736-38 годов. В основном лояльно относясь к российскому царизму, летописец критически относился к его политике в Гетманщине и отстаивает идею политической автономии Украины.

## Влияние
Летопись является ценным памятником украинской историографии 18 века. Впервые была издана Николаем Билозерским («Южнорусские летописи», 1858), а позже Владимиром Антоновичем («Сборник летописей, относящихся к истории Южной и Западной Руси», 1888).